# ترايان بريليانو
كان ترايان بريليانو أو بريليان (14 سبتمبر 1882-3 أكتوبر 1947) عالم اجتماع وسياسيًا رومانيًا من مواليد منطقة بوكوفينا، ومن أصل نمساوي مجري. التحق بجامعة تشيرنوفتسي الوطنية حيث درس الفلسفة واللغات الكلاسيكية، وحصل لاحقًا على الدكتوراه. انتهى عمله كمترجم في فيينا، وقاتل من أجلها خلال الحرب العالمية الأولى. عاد عند انتهاء الأعمال العدائية إلى تشيرنوفتسي التي أُعيد تسميتها، والتي أصبحت الآن جزءًا من رومانيا الكبرى. أصبح بعد ذلك بوقت قصير أستاذًا لعلم الاجتماع هناك، وأدار «مدرسة تشيرنوفتسي» للأكاديميين خلال فترة ما بين الحربين العالميتين.
انخرط خلال ذلك الوقت في السياسة القومية، ودعم ألكسندرو أفيريسكو ونيكولاي يورغا، وأخيرًا الحرس الحديدي المتطرف، الذي كان من بين أبرز الداعمين الفكريين فيه. كان بريليانو عالمًا نظريًا في العضوية والنقابوية ومعاداة السامية، فألهم إنشاء مجتمع إيكونار الأدبي، وأوجد بحث ملاحظات علم الاجتماع. انتُخِب لعضوية مجلس الشيوخ الروماني في عام 1937، ووصل إلى ذروة مسيرته السياسية خلال فترة سيطرة نظام الدولة الفيلقية الوطنية التي لم تدم طويلًا في الفترة بين عامي 1940 و1941. شغل منصب وزير التعليم والفنون في ظل هذا النظام، مستهدفًا الجالية اليهودية في البلاد ومختلف معارضيه السياسيين. اعتُقِل في أعقاب تمرد الفيلق ثم حوكِم وخرج براءة، ولكنه اعتُقِل لاحقًا مرة أخرى وسُجِن.
أُطلق سراحه مرة أخرى في عام 1944، ووُضع قيد الإقامة الجبرية في أعقاب انقلاب 23 أغسطس 1944؛ وحوكِم أمام إحدى المحاكم الشعبية الرومانية في عام 1946 بسبب سوء حالته الصحية الناتج عن القرحة. حُكِم عليه بالسجن لمدة عشرين عامًا بتهمة جرائم الحرب. توفي في الخريف التالي في سجن أيود قبل فترة وجيزة من إنشاء النظام الشيوعي الذي قمع منشوراته لأكثر من أربعة عقود من وجوده.

## وزير الحرس الحديدي
اضطر بريليانو إلى الفرار من منزله بسبب الاحتلال السوفيتي لبيسارابيا وبوكوفينا الشمالية في صيف عام 1940، وفُقِدت مكتبته الشخصية بالكامل. التحق بعدها بجامعة بوخارست كأستاذ. استشار نظام جبهة النهضة الوطنية ورئيس الوزراء يون جيغورتو بريليانو من منزله الجديد في بوخارست لمساعدتهم في صياغة أول مجموعة من القوانين الرومانية المعادية للسامية. انهارت ديكتاتورية جبهة النهضة الوطنية بعد شهر، وتنازل كارول الثاني عن العرش. انتهز الحرس الفرصة وأعلن عن دولته الفيلقية، مع يون أنتونيسكو كقائد لها. تولى بريليانو حقيبتين وزاريتين دُمِجتا في واحدة: وزارة التعليم والشؤون الدينية ووزارة الفنون. كان نائبه عالم اجتماع بوخارست ترايان هرسيني. شمل الطاقم الذي عينه أيضًا أعضاء آخرين تابعين للحرس، مثل فوكوارو، وهيغ أكتريان، وفاسيلي بانشيلا، ودان بوتا، ويوجين كيرنوغا، وفلاديمير دوميتريسكو ورادو غير.
تنبأ تعيين بريليانو، بحسب ما ورد، بنزاعات لاحقة بين الحرس وأنتونيسكو، إذ لم يُعجب الأخير براديكالية بريليانو، ولكنه استسلم لضغوط قائد الحرس هوريا سيما. أمر بريليانو بعد توليه منصبه بتغييرات في وزارته، ولكنه أيد قوانين جيغورتو ووسّعها، مما ساوى الديمقراطية بين الحربين مع «إقامة حكم أجنبي وحكم كايك». طُرِد الطلاب اليهود من المدارس الثانوية الرومانية بناءً على أوامره، باستثناء أولئك الذين استطاعوا تقديم دليل على أنهم منحدرون مباشرون من قدامى المحاربين. سمح بإنشاء نظام تعليمي يهودي خاص ومنفصل تمامًا. أثارت هذه السياسة احتجاجات من قادة الجالية اليهودية مثل فيلهلم فيلديرمان وألكساندرو صفران. أشارت احتجاجاتهم، التي يُرد عليها، إلى أن معايير بريليانو للفصل العنصري كانت أكثر تشددًا من قوانين نورمبرغ في ألمانيا النازية.
أمر بريليانو بالمثل بفصل الممثلين اليهود، الذين طُرِدوا من جميع المسارح الرومانية، العامة والخاصة، «دون قيد أو استثناء»، ولم يمكن توظيفهم إلا في «المسارح اليهودية»، التي كان عليها الإعلان عن تركيبتها العرقية، وتمكنوا فقط من الأداء في المسرحيات التي تعرض المحتوى «المعادي للوطنية». أشار الوزير، في حديثه في ذلك الوقت، إلى هدفه المتمثل في تحريم اليهودية، وألمح إلى إمكانية هدم المعابد اليهودية (الكنيس)، ووجد أنها «كثيرة جدًا، إذا ما قورنت بعدد الكايكس». صدر مرسوم آخر أثناء فترة ولايته منع التلاميذ الرومانيين من شراء الكتب المدرسية من الأعمال التجارية المملوكة لليهود؛ بينما فصل مرسوم آخر أحد عشر مدرسًا يهوديًا في المدارس الثانوية.
لاحق بريليانو أحد أسلافه من جبهة النهضة الوطنية، وهو عالم الاجتماع اليساري أندريه، معلنًا أنه غير مرغوب فيه، ومُنع من التدريس في جميع المدارس العامة. صادق في أكتوبر 1940 على أمر باعتقال أندريه، مما دفع الأخير للانتحار. أزعج بريليانو أنتونيسكو من خلال الإصرار على التفاصيل الدقيقة للسياسة الثقافية والدينية، فأراد إعادة تسمية القرى التي ما يزال اسمها يكرِّم يون جي. دوكا، وطالب بإزالة اللوحات الجدارية التي تصور كارول الثاني، واقترح أيضًا إغلاق محرقة بوخارست التي اعتبرها مناهضة للمسيحية. ذكرت تقارير مختلفة أن وزارته شجعت على عرض مواد دعائية في المدارس الثانوية؛ مما سمح للمعلمين بوضع صور شخصية لمؤسس الحرس الثوري كورنيليو زيليا كودريانو. سُمح للحرس بتجنيد الطلاب الشباب، الذين جُمِعوا تحت اسم «أخويات كروس»؛ ومُنِع المعلمين من التدخل في أنشطتهم شبه العسكرية، حتى عند تغيب الطلاب عن الفصول الدراسية. سُهّل التجنيد في هذه الأخويات من خلال الإشاعات التي أفادت بمنع غير الأعضاء من دخول الجامعات.
رفعت قرارات بريليانو الأخرى الحرية الأكاديمية، مما سمح للوزارة بالتدخل في سياسة الكلية، وأعطت الأولوية للتوظيف الأكاديمي للأشخاص الذين كانوا معروفين في الحرس مثله، أو كانوا عاطلين عن العمل منذ الاحتلال السوفيتي. حلَّ بريليانو الجبهة الطلابية الوطنية، وهي الجمعية الطلابية الوحيدة التي أُسِّست تحت نظام جبهة النهضة الوطنية، ورفع الحظر عن الجمعيات الطلابية الأخرى. رُكِّزت هذه بشكل فعال في الاتحاد الوطني للطلاب المسيحيين، الذي استجاب مباشرة لبريليانو، وسُلِّمت ممتلكات جبهة الطلاب إلى الحرس. أنشأ «مجالس مراجعة» برئاسة هرسيني وتشيرنواغا وفوكوارو، كما أشرف بريليانو على تطهير رجال جبهة النهضة الوطنية السابقين، واليهود، واليساريين المعروفين، وعمل شخصيًا على تجريد جورج كالينسكو، ويورغو يوردان وبازيل مونتينو من كراسيهم الجامعية. أمر أيضًا بالتقاعد الفوري لجميع المعلمين الذين تبلغ أعمارهم 65 عامًا وأكثر. خُطِّط هذا الإجراء لإيذاء يورغا، الذي ظهر كخصم رئيسي للحرس.
وصفت المؤرخة ماريان شتيفان فترة ولاية بريليانو في الوزارتين بأنها «برنامج واسع للتأثير السياسي لكل من هيئة التدريس والشباب». أشاد به سيما باعتباره «عقيدة القومية» و«أحد الممثلين الرئيسيين لعرقنا». اُختير في اللجنة التنفيذية للحرس الثوري، أو «المنتدى الفيلقي»، وكان ما يزال مهتمًا بشكل خاص بإنشاء نخبة الحرس الجديدة. رأى فيها بريليانو قوة محافظة وليست ثورية، على عكس سيما، وألقى محاضرات حول هذا الموضوع وأعيد طبع أفكاره في صحيفة يونيفرسول. عالج أيضًا مشاكل التنظيم المدرسي، واتخذ خطوات لتعزيز التعليم اللاهوتي، ووضع تصورًا لبرنامج ترجمة ترعاه الدولة للكلاسيكيات. روج أيضًا لمفهوم «الفن الفيلقي» الجديد، مثل سيما والرسام ألكسندرو باسراب؛ والذي أُعلِن عنه على أنه الممثل الحقيقي للقيم الرومانية. وصف بريليانو كودريانو بأنه «التربوي» الوطني و«المصلح العظيم في عصرنا»، و«الشعلة المقدسة» للشعب الروماني بشكل عام.